# Pierre Samuel du Pont de Nemours
Pierre Samuel du Pont de Nemours, francoski ekonomist in politik, * 14. december 1739, Pariz, † 7. avgust 1817, Greenville, ZDA.
V 60. letih 18. stoletja se je v Franciji uveljavil kot zagovornik ekonomske in kmetijske reforme. Leta 1774 ga je Stanislaw II. povabil, da organizira šolski sistem na Poljskem.
Bil je izvoljen v Narodno skupščino Francije leta 1789; sprva je podpiral francosko revolucijo, a je pomagal obraniti kraljevo družino, ko so revolucionarji 10. avgusta 1792 napadli tuilerieško palačo v Parizu. Obsojen je bil na smrt, a se je uspel izogniti kazni in je pobegnil v ZDA.